# Lính cứu hỏa Sam
Lính cứu hỏa Sam (tiếng Anh: Fireman Sam; tiếng Wales: Sam Tân) là một phim hoạt hình thiếu nhi Wales xuất hiện lần đầu trên S4C với tên gọi là Sam Tân vào năm 1987.
Tại Việt Nam, phim từng được Công ty Cổ phần Truyền thông Trí Việt (TVM Corp.) mua bản quyền và phát sóng trên kênh HTV3.